# Дискография Hall & Oates

## Студийные альбомы
| Год                                                                   | Альбом                                                           |     | Высшие позиции в хит-парадах | Высшие позиции в хит-парадах | Высшие позиции в хит-парадах | Высшие позиции в хит-парадах | Высшие позиции в хит-парадах | Высшие позиции в хит-парадах | Высшие позиции в хит-парадах | Высшие позиции в хит-парадах | Высшие позиции в хит-парадах | Сертификации                             |
| Год                                                                   | Альбом                                                           | США | АВС                          | ВЕЛ                          | ШВЕ                          | ГЕР                          | ЕВР                          | КАН                          | НИД                          | НОР                          | ФИН                          | Сертификации                             |
| 1972                                                                  | Whole Oats - Дата выхода: 12 ноября - Лейбл: Atlantic            | —   | —                            | —                            | —                            | —                            | —                            | —                            | —                            | —                            | —                            |                                          |
| 1973                                                                  | Abandoned Luncheonette - Дата выхода: 3 ноября - Лейбл: Atlantic | 33  | —                            | —                            | —                            | —                            | —                            | —                            | —                            | —                            | —                            | Список : Платиновый                      |
| 1974                                                                  | War Babies - Дата выхода: 19 октября - Лейбл: Hansa              | 86  | —                            | —                            | —                            | —                            | —                            | —                            | —                            | —                            | —                            |                                          |
| 1975                                                                  | Daryl Hall & John Oates - Дата выхода: 18 августа - Лейбл: Hansa | 17  | —                            | 56                           | —                            | —                            | —                            | —                            | 13                           | —                            | —                            | Список : Золотой                         |
| 1976                                                                  | Bigger Than Both of Us - Дата выхода: август - Лейбл: Hansa      | 13  | 23                           | 25                           | 45                           | —                            | —                            | —                            | —                            | —                            | —                            | Список : Золотой                         |
| 1977                                                                  | Beauty on a Back Street - Дата выхода: сентябрь - Лейбл: Hansa   | 30  | 60                           | 40                           | —                            | —                            | —                            | —                            | —                            | —                            | —                            | Список : Золотой                         |
| 1978                                                                  | Along the Red Ledge - Дата выхода: 21 августа - Лейбл: Hansa     | 27  | 69                           | —                            | —                            | —                            | —                            | —                            | —                            | —                            | —                            | Список : Золотой                         |
| 1979                                                                  | X-Static - Дата выхода: 19 февраля - Лейбл: Hansa                | 33  | 74                           | —                            | —                            | —                            | —                            | —                            | —                            | —                            | —                            |                                          |
| 1980                                                                  | Voices - Дата выхода: 29 июля - Лейбл: BMG, Hansa                | 17  | 19                           | —                            | —                            | —                            | —                            | —                            | —                            | —                            | —                            | Список - : Платиновый - : Золотой        |
| 1981                                                                  | Private Eyes - Дата выхода: 1 сентября - Лейбл: BMG, Hansa       | 5   | 27                           | 8                            | 17                           | —                            | —                            | 17                           | 13                           | —                            | —                            | Список - : Платиновый - : Платиновый     |
| 1982                                                                  | H2O - Дата выхода: 4 октября - Лейбл: BMG, Hansa                 | 3   | 3                            | 24                           | 8                            | 32                           | —                            | 1                            | 30                           | 19                           | —                            | Список - : 2×Платиновый - : 3×Платиновый |
| 1984                                                                  | Big Bam Boom - Дата выхода: 12 октября - Лейбл: BMG, Hansa       | 5   | 11                           | 28                           | 16                           | 47                           | 27                           | 14                           | 43                           | —                            | —                            | Список - : 2×Платиновый - : 2×Платиновый |
| 1988                                                                  | Ooh Yeah! - Дата выхода: апрель - Лейбл: BMG, Hansa              | 24  | 46                           | 52                           | 27                           | 54                           | —                            | 62                           | —                            | —                            | 37                           | Список - : Платиновый - : Золотой        |
| 1990                                                                  | Change of Season - Дата выхода: 9 марта - Лейбл: BMG, Hansa      | 60  | —                            | 44                           | 38                           | —                            | —                            | —                            | —                            | —                            | —                            | Список : Золотой                         |
| 1997                                                                  | Marigold Sky - Дата выхода: 17 сентября - Лейбл: BMG, Hansa      | —   | —                            | —                            | —                            | —                            | —                            | —                            | —                            | —                            | —                            |                                          |
| 2003                                                                  | Do It for Love - Дата выхода: 31 марта - Лейбл: BMG, Hansa       | 77  | —                            | 37                           | 54                           | —                            | —                            | —                            | —                            | —                            | —                            |                                          |
| 2004                                                                  | Our Kind of Soul - Дата выхода: 31 марта - Лейбл: BMG, Hansa     | 69  | —                            | 86                           | —                            | —                            | —                            | —                            | —                            | —                            | —                            |                                          |
| 2006                                                                  | Home for Christmas - Дата выхода: 20 февраля - Лейбл: DKE        | —   | —                            | —                            | —                            | —                            | —                            | —                            | —                            | —                            | —                            |                                          |
| «—» означает, что альбом не попал в чарт или не был выпущен в стране. |                                                                  |     |                              |                              |                              |                              |                              |                              |                              |                              |                              |                                          |

## Синглы

### 1980—1991
| 1984                                                                 | «Out of Touch»                       | — | — | — | — | — | — | — | — | — | — | — | — | — | Список - : Золотой - : Золотой    | Big Bam Boom         |
| 1985                                                                 | «Method of Modern Love»              | — | — | — | — | — | — | — | — | — | — | — | — | — | Список - : Золотой - : Золотой    | Big Bam Boom         |
| 1985                                                                 | «Some Things Are Better Left Unsaid» | — | — | — | — | — | — | — | — | — | — | — | — | — | Список - : Золотой - : Серебряный | Big Bam Boom         |
| 1985                                                                 | «Possession Obsession»               | — | — | — | — | — | — | — | — | — | — | — | — | — | Список - : Золотой - : Серебряный | Big Bam Boom         |
| 1988                                                                 | «Everything Your Heart Desires»      | — | — | — | — | — | — | — | — | — | — | — | — | — | Список : Золотой                  | Ooh Yeah!            |
| 1988                                                                 | «Missed Opportunity»                 | — | — | — | — | — | — | — | — | — | — | — | — | — |                                   | Ooh Yeah!            |
| 1988                                                                 | «Downtown Life»                      | — | — | — | — | — | — | — | — | — | — | — | — | — |                                   | Ooh Yeah!            |
| 1988                                                                 | «Talking All Night»                  | — | — | — | — | — | — | — | — | — | — | — | — | — |                                   | Ooh Yeah!            |
| 1989                                                                 | «Love Train»                         | — | — | — | — | — | — | — | — | — | — | — | — | — |                                   | Earth Girls Are Easy |
| «—» означает, что сингл не попал в чарт или не был выпущен в стране. |                                      |   |   |   |   |   |   |   |   |   |   |   |   |   |                                   |                      |

## Видеоальбомы
| Год  | Альбом                                                                                           | Высшие позиции в хит-парадах | Высшие позиции в хит-парадах | Высшие позиции в хит-парадах | Высшие позиции в хит-парадах | Сертификации          |
| Год  | Альбом                                                                                           | АВС                          | ИТА                          | ШВЕ                          | США                          | Сертификации          |
| ---- | ------------------------------------------------------------------------------------------------ | ---------------------------- | ---------------------------- | ---------------------------- | ---------------------------- | --------------------- |
| 1984 | Video Collection: 7 Big Ones - Релиз: 19 октября - Лейбл: RCA/ Columbia Pictures Home Video      | —                            | —                            | —                            | —                            |                       |
| 1984 | Rock 'N Soul Live - Релиз: 16 февраля - Лейбл: RCA/ Columbia Pictures Home Video                 | —                            | —                            | —                            | —                            | Список - : Платиновый |
| 1985 | Live At The Apollo - Релиз: 30 марта - Лейбл: Picture Music International                        | —                            | —                            | —                            | —                            |                       |
| 1986 | The Liberty Concert - Лейбл: Picture Music International                                         | —                            | —                            | —                            | —                            | Список - : Золотой    |
| 1999 | The Best Of MusikLaden-Live: Hall & Oates - Релиз: 30 марта - Лейбл: Picture Music International | —                            | —                            | —                            | —                            |                       |
| 2003 | Live In Concert - Релиз: 24 марта - Лейбл: Picture Music International                           | —                            | —                            | —                            | —                            |                       |
| 2006 | Our Kind Of Soul Live - Релиз: 24 марта - Лейбл: Picture Music International                     | —                            | —                            | —                            | —                            |                       |
| 2008 | Live At The Troubadour - Релиз: 24 марта - Лейбл: Picture Music International                    | —                            | —                            | —                            | —                            |                       |
| 2015 | Live in Dublin - Релиз: 24 марта - Лейбл: Picture Music International                            | —                            | —                            | 12                           | —                            |                       |

## Видеоклипы
| Год  | Песня                             | Режиссёр     |
| ---- | --------------------------------- | ------------ |
| 1976 | «She's Gone»                      |              |
| 1978 | «The Last Time»                   | Джон Отс     |
| 1979 | «Intravino»                       | Адам Фридман |
| 1979 | «Bebop/Drop»                      | Адам Фридман |
| 1980 | «The Woman Comes And Goes»        | Адам Фридман |
| 1980 | «Wait for Me»                     | Адам Фридман |
| 1980 | «Portable Radio»                  |              |
| 1980 | «How Does It Feel to Be Back?»    |              |
| 1980 | «You've Lost That Lovin' Feelin»  |              |
| 1980 | «Kiss on My List»                 |              |
| 1981 | «You Make My Dreams»              |              |
| 1981 | «Private Eyes»                    |              |
| 1981 | «I Can't Go for That (No Can Do)» |              |
| 1982 | «Did It in a Minute»              |              |
| 1982 | «Your Imagination»                | Мик Хаггерти |
| 1982 | «Maneater»                        |              |
| 1983 | «Everything Your Heart Desires»   |              |
| 1983 | «Missed Opportunity»              |              |
| 1989 | «Downtown Life»                   |              |
| 1989 | «Love Train»                      |              |
| 1990 | «So Close»                        |              |
| 1991 | «Don't Hold Back Your Love»       |              |
| 1997 | «Promise Ain't Enough»            |              |
| 2006 | «It Came Upon a Midnight Clear»   |              |
| 2009 | «Sara Smile»                      | Трейси Гуди  |